# SIBLING proteini
SIBLING proteini, mali integrin-vezujući ligand, N-vezani glikoprotein (engl. small integrin-binding ligand, N-linked glycoprotein), je familija ne-kolagenskih proteina. U ovu grupu svrstava više proteina iz ekstracelularnog matriksa kostiju i dentina. Za njih se misli se da igraju važnu ulogu u mineralizaciji tih supstanci.
Sledeći proteini su karakterizovani kao SIBLING proteini:
1. osteopontin[3]
2. koštani sialoprotein[4]
3. dentin matriks protein 1 (DMP1)
4. dentin sialofosfoprotein
5. matriks ekstracelularni fosfoglikoprotein

## Literatura
1. 1 2  Qin, C. (2004). „Post-translational modifications of SIBLING proteins and their roles in osteogenesis and dentinogenesis”. Crit Rev Oral Biol Med. 15 (3): 126—136.
2. ↑  Chaplet, M. (2003). „Dentin matrix protein 1 is expressed in human lung cancer”. 18 (8): 1506—1512. Архивирано из оригинала 21. 07. 2011. г. Приступљено 07. 08. 2010.
3. ↑  Rangaswami H, Bulbule A, Kundu GC (2006). „Osteopontin: role in cell signaling and cancer progression”. Trends Cell Biol. 16 (2): 79—87. PMID 16406521. doi:10.1016/j.tcb.2005.12.005.
4. ↑  Zhang J, Tu Q, Chen J (2009). „Applications of transgenics in studies of bone sialoprotein”. J. Cell. Physiol. 220 (1): 30—4. PMC 2826241 . PMID 19326395. doi:10.1002/jcp.21768.